# Hypergami
 Der er for få eller ingen kildehenvisninger i denne artikel, hvilket er et problem. Du kan hjælpe ved at angive troværdige kilder til de påstande, som fremføres i artiklen.

Hypergami (af græsk: "hyper" = "over", "gami" = "ægteskab") refererer i etnologi og sociologi til den praksis at gifte sig med en ægtefælle fra en højere socioøkonomisk klasse end en selv, navnlig i forbindelse med den udbredte tilbøjelighed i en lang række kulturer for kvinder til at "gifte sig opad" med en mand der er ældre, rigere eller på anden vis indtager en mere privilegeret position end kvinden selv. Eksemplificeret i folkeeventyrene om de fattige jomfruer, der får prinsen på den hvide hest – eller Kronprins Frederik og Mary Donaldson.
Den kulturelle præference for hypergami resulterer i en "partnerstigning": kvinder fortrækker mænd med samme eller højere status end dem selv, og mænd fortrækker kvinder med samme eller lavere status end dem selv. Resultatet er, at to kategorier har det med at blive klemt ud af ægteskabsmarkedet: lavstatus mænd og højstatus kvinder.
Det modsatte af hypergami (at "gifte sig nedad") betegnes som hypogami.